# Vegårshei (stacja kolejowa)
Vegårshei – Stacja kolejowa w Vegårshei, w regionie Agder w Norwegii, jest oddalona od Oslo Sentralstasjon o 261,51 km. Jest położona na wysokości 183 m n.p.m.

## Ruch dalekobieżny
Leży na linii Sørlandsbanen. Jest stacją obsługującą dalekobieżne połączenia z południowo-zachodnią i południową częścią kraju. Stacja przyjmuje sześć par połączeń dziennie do Kristiansand, Arendal i Stavanger.

## Obsługa pasażerów
Poczekalnia,  parking na 30 miejsc, parking dla rowerów, telefon publiczny, ułatwienia dla niepełnosprawnych. Odprawa podróżnych odbywa się w pociągu.